# نبرد برای ترا
نبرد برای ترا (انگلیسی: Battle for Terra) که در اصل با عنوان ترا اکران شد، یک فیلم پویانمایی رایانه‌ای آمریکایی در ژانر علمی تخیلی اکشن-ماجراجویی در سال ۲۰۰۷ است. در این فیلم بازیگرانی نظیر ایوان ریچل وود، لوک ویلسون، برایان کاکس و جیمز گارنر صداپیشگی می‌کنند.
این فیلم نخستین بار در ۸ سپتامبر ۲۰۰۷ در جشنواره بین‌المللی فیلم تورنتو به نمایش درآمد. در ۱ مه ۲۰۰۹ به‌طور گسترده در ایالات متحده منتشر شد. فیلم در ابتدا به صورت ۲ بعدی فیلمبرداری شده اما به گونه ای ساخته شده‌است که می‌توان دوربین دوم را نیز به فیلم اضافه کرد.